# Messaoud Zeghar
Messaoud Zeghar (مسعود.زغار), connu sous son nom de guerre Rachid Casa, né le 8 décembre 1926 à El Eulma en Algérie et mort le 21 novembre 1987 à Madrid (Espagne), est un militant nationaliste algérien. Il est un homme d’affaires puissant, diplomate officieux, entrepreneur international au service de l’Algérie.

## Biographie
Messaoud Zeghar naît dans une famille de commerçants en 1926 à El Eulma (région de Sétif). Il contribue durant la révolution algérienne à la création d'une industrie de guerre et à l'approvisionnement de l'Armée de liberation nationale (ALN) en armes et équipements depuis le Maroc. Il fut l'un des membres du Ministère de l'Armement et des Liaisons générales  (MALG) qui est le service de renseignement du FLN).
Outre son rôle déterminant pendant la révolution algérienne, Messaoud Zeghar entretenait des relations privilégiées avec de hautes personnalités du monde des affaires et de la politique aux États-Unis. Les liens qu’il a tissés avec les Américains lui ont permis d’être l’émissaire du président Houari Boumediène dans ce continent et de consolider les relations entre les deux pays notamment en ce qui concerne la question des ressources énergétiques.
En juin 1978, il est accusé d'avoir enlevé sa sœur Dalila Maschino réfugiée à Montréal et rapatrié de force en Algérie parce qu'il désapprouvait son mariage, célébré en 1975 dans une mairie française, avec un étudiant français qu'elle avait connu à Alger.
Sous l’ère du président Chadli Bendjedid, il est accusé d’espionnage au profit d’une puissance étrangère, à la suite de quoi, il est arrêté et emprisonné en 1983, puis libéré à la suite de l'intervention des Américains.
Messaoud Zeghar meurt le 21 novembre 1987 dans une chambre d’hôtel en Espagne, à la suite d'une crise cardiaque. Il est enterré dans sa ville natale. Le 30 septembre 2021, sa tombe est vandalisée.
Le 22 novembre 2022 à Alger, lors de la conférence organisée pour commémorer le 36ᵉ anniversaire de son décès, les participants ont mis en avant les qualités et les exploits de Messaoud. Ils ont souligné son rôle pendant la Guerre et après l'indépendance de l'Algérie, notamment sa contribution dans la fabrication d'armes, son engagement dans le renseignement à l'étranger, ainsi que sa contribution à la politique algérienne après l'indépendance.

## Postérité
- À El Eulma, le stade Messaoud-Zeghar est nommé en son honneur.